# WISE 2344+1034
WISE 2344+1034 is een bruine dwerg in het sterrenbeeld Pegasus met een spectraalklasse van T9. De ster is ontdekt door Wide-field Infrared Survey Explorer bevindt zich 46,0 lichtjaar van de zon.